# أليكس برونو دي سوزا سيلفا
أليكس برونو دي سوزا سيلفا هو لاعب كرة قدم برازيلي في مركز الوسط، ولد في 7 أكتوبر 1993 في كيمادوس في البرازيل. لعب مع زمبرو تشيسيناو وويدزي لودز.

## وصلات خارجية
- أليكس برونو دي سوزا سيلفا على موقع دوري كوريا الجنوبية (الإنجليزية)
- أليكس برونو دي سوزا سيلفا على موقع قاعدة بيانات كرة القدم.إي يو (الإنجليزية)
- أليكس برونو دي سوزا سيلفا على موقع Soccerway.com (الإنجليزية)
- أليكس برونو دي سوزا سيلفا على موقع عالم كرة القدم.نت (الإنجليزية)